# Diomeia (Demos)
Diomeia (altgriechisch Διόμεια) war ein kleiner Stadtteil im antiken Athen.
Er gehörte zur Phyle Aigeis und lag in der Osthälfte der dortigen Küsten-Trittys, zwischen Ankyle und Kollytos. Vom Zentrum aus gelangte man nach Diomeia, wenn man sich zwischen Hadrianstor und Diocharestor hielt.
Was heute längst zum innerstädtischen Bereich Athens zählt, war damals eine friedliche Gegend mit Vorstadtcharakter, ohne Handwerksbetriebe. Plutarch beschreibt Diomeia als ein „vornehmes, stilles Quartier“.
Seinen Namen verdankte der Stadtteil dem attischen Heros Diomos, einem Liebhaber des Herakles. Diomos errichtete dem Halbgott einen Altar. An jener Stelle, wo zunächst die Spiele für Herakles Kynósarges stattfanden, wurde später das Gymnasion Kynosarges gebaut.